# Fort Miseri
Fort Miseri was een fort dat zich bevond ten westen van Absdale en was gelegen tussen Fort Ferdinandus en Fort Sint-Anna.
Het door de Spaansgezinden aangelegde fort was voorzien van twee redoutes. Het was gelegen op de Linie van Communicatie tussen Hulst en Sas van Gent.
In 1645 werd het fort door de Staatsen ingenomen, waarna de belegering en verovering van Hulst plaatsvond.
Van het fort en de redoutes is niets meer terug te vinden in het landschap.